# NGC 4752
NGC 4752 (другие обозначения — ZWG 71.58, PGC 43555) — галактика в созвездии Волос Вероники.
Этот объект входит в число перечисленных в оригинальной редакции «Нового общего каталога». Вхождение этого объекта в Новый общий каталог основано на наблюдении Уильяма Гершеля в 1784 году, однако по данным Гершеля объект находится на таких координатах, где не наблюдается какой-либо галактики. Составитель каталога, Джон Дрейер, отмечал, что Гийом Бигурдан не смог обнаружить объект, на который указывал Гершель. Вблизи координат, указанных Гершелем, располагаются две галактики: PGC 43555 и PGC 43944, и возможно, что Гершель наблюдал один из этих объектов. Также существует гипотеза, что в действительности Гершель в тот момент наблюдал комету. База данных SIMBAD отождествляет обозначение NGC 4752 в Новом общем каталоге с галактикой PGC 43555.